# Genaro Moreno (locutor)
Genaro Moreno (Ciudad de México, 21 de marzo de 1928-Ciudad de México, 27 de agosto de 2017) fue un locutor de radio y televisión mexicano. 

## Biografía
Genaro Moreno empezó como locutor de radio en la XEW y después, de la mano de Guillermo González Camarena, Ramiro Gamboa y él  dieron el salto a la televisión a color. El programa que lo catapultaría a la fama fue el programa infantil Club Quintito de Canal 5 en la década de los 50. Junto a Rogelio Moreno y Ramiro Gamboa (conocido como El Tío Gamboín) fueron apodados como "Los tres mosqueteros de Canal 5” después de participar en el programa Vamos a jugar jugando.
A partir de aquí, mantuvo una estrecha relación con personalidades del mundo infantil como Xavier López Chabelo, María Antonieta de las Nieves ('la Chilindrina) o la periodista Janett Arceo. Con ésta última, trabajó en programas como Estrellas infantiles toficos, La Ola Baby, que después se convirtió en Wonderlandia, o La Mujer de Hoy.
También sobresalió en otras facetas, como la música con canciones como "La balada del vagabundo" y "Vamos a la cama" junto a Pily y Rosita González y el cine donde actuó en películas como La mujeres pantera (1967) , La isla de los dinosaurios con Manolo Fábregas, Las luchadoras contra el robot asesino (1969) con Joaquín Cordero y Conserje en condominio (1974) junto a Cantinflas.
En abril de 1999 dejó sus huellas en el Paseo de las Estrellas de la Ciudad de México y en septiembre de 2002 recibió la Medalla Carlos Pickering, por 50 años de locutor.
Moreno murió el 27 de agosto de 2017 debido a un paro respiratorio.